# Richard Mamajewski
Richard Mamajewski (* 24. Februar 1956 in Starnberg) ist ein ehemaliger deutscher Fußballspieler, der 72 Spiele in der 2. Bundesliga bestritt, 69 für den MTV Ingolstadt und drei für den TSV 1860 München. Neunmal spielte er für Lierse SK in der höchsten belgischen Liga.

## Karriere

### Vereine
Aus der Jugend des FC Bayern München hervorgegangen, erhielt Mamajewski 1974 bei diesem einen Profi-Vertrag. Schon als A-Jugendlicher wurde er 1973/74 in die DFB-Jugendauswahl berufen; Mitstreiter waren unter anderem die Spieler Karl Del’Haye, Bernd Förster und Gerhard Strack.
Unter den Trainern Udo Lattek und Dettmar Cramer und mit dem von Borussia Lippstadt verpflichteten Sturmtalent Karl-Heinz Rummenigge erhielt Mamajewski bis 1976 keine Gelegenheit, sich im Spielbetrieb auszeichnen zu können.
Daraufhin wechselte er zur Saison 1976/77 innerhalb der Stadt zum TSV 1860 München in die 2. Bundesliga. Aber auch bei den Löwen vermochte er sich unter Trainer Heinz Lucas nicht durchzusetzen und kam nur an den ersten drei Spieltagen der Staffel Süd zum Einsatz. Sein Debüt gab er am 14. August 1976 (1. Spieltag) bei der 0:2-Niederlage im Heimspiel gegen den KSV Baunatal. Es folgte der 2:0-Sieg im Heimspiel gegen den SSV Jahn Regensburg am 21. und das torlose Unentschieden im Auswärtsspiel gegen Eintracht Trier am 25. August 1976. Zuvor war er am 10. August 1976 in der 1. Hauptrunde um den DFB-Pokal beim 1:0-Sieg nach Verlängerung gegen den Wuppertaler SV zum Einsatz gekommen. Bei einem Privatspiel am 31. August in Nördlingen, erlitt er einen Schien- und Wadenbeinbruch und kam in der Saison 1976/77 nicht mehr zum Einsatz! Danach kam er bis Sommer 1978 nur noch in Privatspielen und im Intertoto Cup zum Einsatz.
Von 1978 bis 1980 – inzwischen spielberechtigt für den Ligakonkurrenten MTV Ingolstadt – absolvierte er 69 Zweitligaspiele und erzielte fünf Tore, wobei ihm sein erstes am 1. Oktober 1978 (9. Spieltag) mit dem 3:0-Endstand im Heimspiel gegen Borussia Neunkirchen gelang. Als Leistungsträger seiner Mannschaft konnte der Abstieg mit dem 11. Tabellenplatz vermieden werden, was in der darauf folgenden Saison nicht gelang; als Tabellenneunzehnter war der Abstieg in die Bayernliga besiegelt.
Zur Saison 1980/81 wechselte er zum belgischen Erstdivisionär Lierse SK, für den er nur neun Ligaspiele bestritt, und anschließend nach Deutschland zurückkehrte.

### Nationalmannschaft
Mamajewski spielte elfmal für die DFB-Jugendauswahl, erstmals am 14. September 1973 in Herford beim 1:0-Sieg gegen die Auswahl Finnlands und letztmals am 3. April 1974 in Pitești bei der 0:2-Niederlage gegen die Auswahl Rumäniens. Gegen diese kam er auch zuvor am 16. März in Passau zu seinem einzigen Länderspieltor, dem Siegtor zum 1:0. Vom 14. bis 19. November nahm er mit der Jugendauswahlmannschaft am Turnier um den Prinz-Albert-Pokal in Monte Carlo teil, die im Endspiel gegen die Auswahl Belgiens mit 4:1 im Elfmeterschießen diesen gewann.

## Sonstiges
Mamajewski holte sein Abitur nach und studierte an der TU München.
Heute führt der staatlich geprüfte Sportlehrer eine Praxis als Physiotherapeut und betätigt sich als Golflehrer beim GC Hohenpähl.